# Push Barman to Open Old Wounds
Push Barman to Open Old Wounds är ett samlingsalbum av Belle and Sebastian. Albumet släpptes år 2005 på två CD-skivor eller tre LP-skivor.
Albumet innehåller singlar och EP släppta av Jeepster Records:
- Dog on Wheels (1997)
- Lazy Line Painter Jane (1997)
- 3.. 6.. 9 Seconds of Light (1997)
- This Is Just a Modern Rock Song (1998)
- Legal Man (2000)
- Jonathan David (2001)
- I'm Waking Up to Us (2001)

## Låtlista

### Skiva 1
1. "Dog on Wheels"
2. "The State I Am In"
3. "String Bean Jean"
4. "Belle and Sebastian"
5. "Lazy Line Painter Jane"
6. "You Made Me Forget My Dreams"
7. "A Century of Elvis"
8. "Photo Jenny"
9. "A Century of Fakers"
10. "Le Pastie de la Bourgeoisie"
11. "Beautiful"
12. "Put the Book Back on the Shelf"
13. "Songs for Children" (dolt spår)

### Skiva 2
1. "This Is Just a Modern Rock Song"
2. "I Know Where the Summer Goes"
3. "The Gate"
4. "Slow Graffiti"
5. "Legal Man"
6. "Judy Is a Dick Slap"
7. "Winter Wooskie"
8. "Jonathan David"
9. "Take Your Carriage Clock and Shove It"
10. "The Loneliness of a Middle Distance Runner"
11. "I'm Waking Up to Us"
12. "I Love My Car"
13. "Marx and Engels"